# كيلي كارلسون
كيلي كارلسون (بالإنجليزية: Kelly Carlson)‏ هي عارضة وممثلة أمريكية، ولدت في 17 فبراير 1976 بمنيابولس في الولايات المتحدة.

## أعمال

### أفلام
- (2006) البحرية
- (2008) وصيف الشرف[4]

### مسلسلات
- التحقيق في موقع الجريمة
- ميامي
- كاسل
- نيب/تك

## وصلات خارجية
- كيلي كارلسون على موقع IMDb (الإنجليزية)
- كيلي كارلسون على موقع ألو سيني (الفرنسية)
- كيلي كارلسون على موقع أول موفي (الإنجليزية)
- كيلي كارلسون على موقع قاعدة بيانات الأفلام السويدية (السويدية)
- كيلي كارلسون على موقع إن إن دي بي (الإنجليزية)
- كيلي كارلسون على موقع قاعدة بيانات الفيلم (الإنجليزية)
- كيلي كارلسون على موقع كينوبويسك (الروسية)